# Jobst Schöne

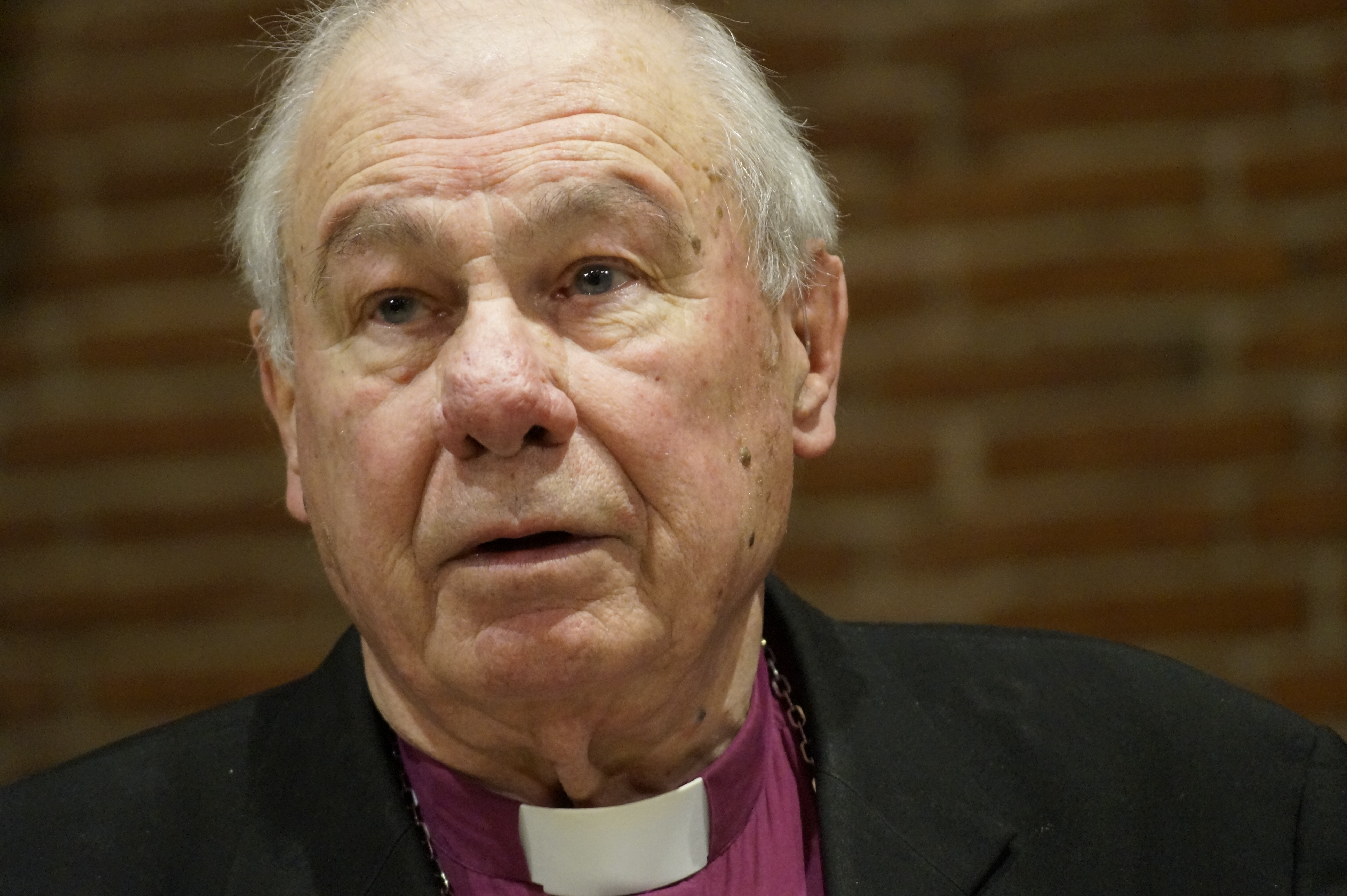
Jobst Schöne (2017)

Jobst Schöne D.D. (* 20. Oktober 1931 in Naumburg (Saale); † 22. September 2021) war ein Bischof der Selbständigen Evangelisch-Lutherischen Kirche.

## Leben

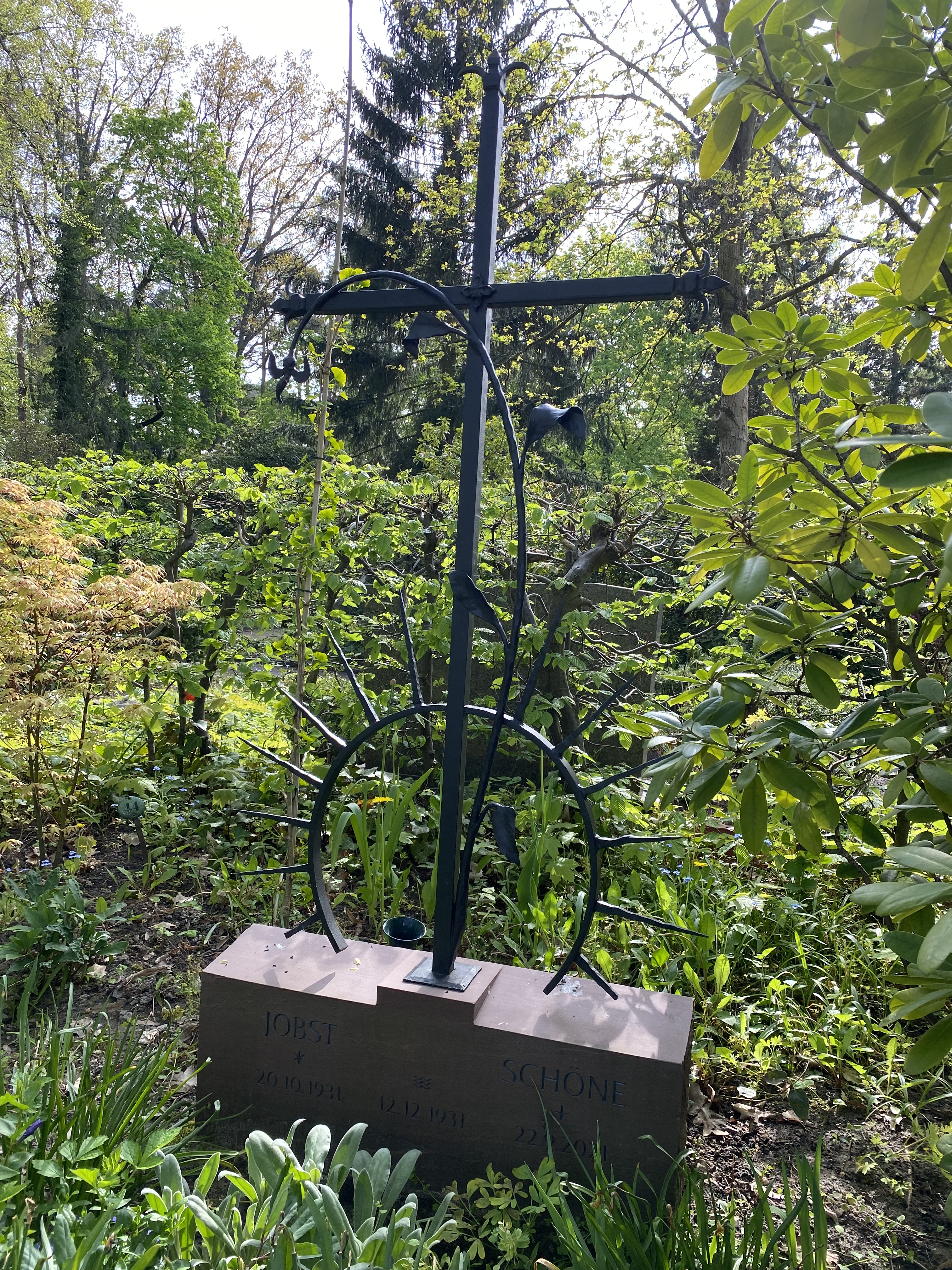
Grabstätte auf dem Friedhof Zehlendorf

Nach seinem Schulbesuch von 1940 bis 1952 studierte Schöne evangelische Theologie an den kirchlichen Hochschulen und Universitäten in Bethel, Tübingen, Oberursel und Münster (hier u. a. bei Ernst Kinder). 1957/58 war er Assistent am Ökumenischen Institut Münster, worauf sein Lehrvikariat bis 1960 in Berlin folgte. Am 30. November 1959 wurde er ordiniert.
Seine erste Pfarrstelle führte ihn nach Köln; danach wirkte er von 1962 bis 1985 als Pfarrer an der St.-Marien-Kirche (Berlin-Zehlendorf) und der Heilig-Geist-Kirche (Berlin-Spandau). In die Berliner Zeit fiel seine Heirat mit Ingrid Germar und 1968 die Promotion zum Doktor der Theologie in Münster. 1978 verlieh das Concordia Theological Seminary der Lutheran Church – Missouri Synod in Fort Wayne (Indiana/USA) ihm die Ehrendoktorwürde. Von 1972 bis 1985 hatte er das Superintendentenamt für Berlin-West inne. Am 3. November 1985 wurde Schöne zum Bischof der Selbständigen Evangelisch-Lutherischen Kirche gewählt und in der Kirche Zum Heiligen Kreuz in Berlin-Wilmersdorf eingeführt. Am 30. November 1996 wurde er emeritiert und lebte zuletzt mit seiner Ehefrau wieder in Berlin. Schöne war Mitglied der Evangelisch-Lutherischen Gebetsbruderschaft.
Er war der Bruder des Germanisten Albrecht Schöne. Seine letzte Ruhestätte erhielt Jobst Schöne auf dem Friedhof Zehlendorf.

## Bedeutung
Schöne befasste sich vor allem mit der Feier und dem Verständnis der lutherischen Gottesdienstes und des Abendmahls. In seiner Amtszeit wurde 1987 das Evangelisch-Lutherische Kirchengesangbuch (ELKG) und 1997 die Evangelisch-Lutherische Kirchenagende für die Selbständige Evangelisch-Lutherische Kirche (SELK) eingeführt. Ebenso fand in seiner Zeit als Bischof die Vereinigung der SELK mit der Evangelisch-lutherischen (altlutherischen) Kirche der DDR im Jahr 1991 statt. In den 1990er-Jahren verteidigte Schöne die ablehnende Haltung seiner Kirche zur Frauenordination.
Hermann Schreiber bezeichnet ihn in einem Essay als seelsorgenden Freund Axel Springers, den Schöne 1978 mit Friede Riewerts traute und 1985 auf dem Evangelischen Kirchhof Berlin-Nikolassee beerdigte.

## Veröffentlichungen (Auswahl)
- Kirche und Kirchenregiment im Wirken und Denken Georg Philipp Eduard Huschkes (= Arbeiten zur Geschichte und Theologie des Luthertums, Band 23). Dissertation
- Um Christi sakramentale Gegenwart: Der Saligersche Abendmahlsstreit. Berlin 1966.
- Luthers Bekenntnis vom Altarsakrament. Berlin 1970.
- Liturgie als Bekenntnis des Glaubens (= Für Kirche, Wort und Sakrament, 18). Braunschweig 1987.
- Hirtenbrief zur Frage der Ordination von Frauen zum Amt der Kirche. Groß Oesingen 1994.
- Die Irrlehre des Fundamentalismus im Gegensatz zum lutherischen Schriftverständnis. In: Jürgen Diestelmann (Hrsg.): Treue zu Schrift und Bekenntnis (FS Wolfgang Büscher). Braunschweig 1994, S. 171–183.
- Botschafter an Christi Statt. Versuche. Groß Oesingen 1996.
- Geleitwort zur Evangelisch-Lutherischen Kirchenagende, Band I. Herder, Freiburg/Basel/Wien, 1997.
- Gültiges in Erinnerung rufen. Beiträge zur lutherischen Theologie. Hrsg. von Michael Schätzel. Edition Ruprecht, Göttingen, 2010, ISBN 978-3-7675-7135-8.
- Lutherisch beichten (= Praxis des Glaubens). Edition Ruprecht, Göttingen, 2012, ISBN 978-3-8469-0015-4.

### Als Herausgeber
- mit Ernst Seybold: Arthur Carl Piepkorn: Die Liturgischen Gewänder in der Lutherischen Kirche seit 1555, Marburg 1965 (2. Auflage: Lüdenscheid 1987).
- Bekenntnis zur Wahrheit. Aufsätze über die Konkordienformel. Erlangen 1978, ISBN 3-87513-017-0 [darin zwei Aufsätze des Herausgebers]
- Martin Luther: Kurtz Bekenntnis vom heiligen Sacrament (1545). Faksimile und Übertragung in heutiges Deutsch. Edition Ruprecht, Göttingen, 2016, ISBN 978-3-8469-0267-7.